# Hohensaaten
Hohensaaten is een Ortsteil en voormalige gemeente in de Duitse deelstaat Brandenburg, en maakt deel uit van het Landkreis Märkisch-Oderland.
Hohensaaten telt 756 inwoners.